# Tiranai Nemzetközi Filmfesztivál
A Tiranai Nemzetközi Filmfesztivál (Tirana International Film Festival, TIFF) Albánia első nemzetközi filmfesztiválja. 2003-ban alapították, és az Albán Nemzeti Filmközpont (Qendra Kombëtare e Kinematografisë) rendezi meg minden év novemberében. A fesztivál fődíja a legjobb játékfilmnek illetve a legjobb dokumentumfilmnek az Arany Bagoly. A fesztivál igazgatója Agron Domi, programigazgatója Florenc Papas.
Miután 2014-ben olyan sok nevezés történt, hogy a filmeket már nem tudták egyetlen fesztivál keretén belül bemutatni, 2015-ben külön rendezvényként létrehozták a DocuTIFF-et (Documentary Tirana International Film Festival) a dokumentumfilmek, AnimaTIFF-et az animációs filmet és az ExpoTIFF-et a kísérleti filmek számára.
Az alapításkor a fesztivált Tirana város polgármestere és az albán kulturális minisztérium, 2005-től a Nemzeti Filmközpont támogatta; ez a támogatás azonban 2010-ben annyira lecsökkent, hogy a díjazott filmeknek nem tudtak pénzjutalmat adni, 2011-ben pedig már a fennmaradásért kellett küzdenie. 2013-ban a fesztivál fő szponzorai az Albtelecom és Eagle Mobile albániai távközlési szolgáltató cégek voltak.
A fesztivál megalapításától kezdve 2021-ig mintegy 40 000 alkotást neveztek a versenybe 120 országból. 2017 óta a díjazott rövidfilmeket és diákfilmeket az amerikai Filmművészeti és Filmtudományi Akadémia figyelembe veszi az Oscar-díj jelölésénél.

## Arany Bagollyal díjazott játékfilmek
| Év   | Magyar cím             | Eredeti cím            | Rendező                          | Ország             |
| ---- | ---------------------- | ---------------------- | -------------------------------- | ------------------ |
| 2003 |                        | L'ultimo pistolero     | Alessandro Dominici              | Olaszország        |
| 2004 |                        | Jia fu                 | Ellery Ngiam                     | Szingapúr          |
| 2005 |                        | Vorletzter Abschied    | Heiko Hahn                       | Németország        |
| 2006 | Optimisták             | Оптимисти              | Goran Paskaljević                | Szerbia            |
| 2007 | Salvador               | Salvador               | Manuel Huerga                    | Spanyolország      |
| 2008 |                        | Annem Sinema Ögreniyor | Nesimi Yetik                     | Németország        |
| 2009 | Asszony zongora nélkül | La mujer sin Piano     | Javier Rebollo                   | Spanyolország      |
| 2010 | A nők megkísértése     | Zeny v pokuseni        | Jiří Vejdělek                    | Csehország         |
| 2011 |                        | Pankot ne e mrtov      | Vladimir Blazevski               | Észak-Macedónia    |
| 2012 |                        | Sibir. Monamur         | Szlava Rossz                     | Oroszország        |
| 2013 |                        | Seven Lucky Gods       | Jamil Dehlavi                    | Egyesült Királyság |
| 2014 |                        | Nuwebe                 | Joseph Laban                     | Fülöp-szigetek     |
| 2015 |                        | Babai                  | Visar Morina                     | Koszovó            |
| 2016 |                        | Höre die Stille        | Ed Ehrenberg                     | Németország        |
| 2017 | Az óra                 | Слава                  | Krisztina Grozeva, Petr Vlcsanov | Bulgária           |
| 2018 |                        | Ирина                  | Nagyezsda Koszeva                | Bulgária           |
| 2019 | Az apa                 | Бащата                 | Krisztina Grozeva, Petr Vlcsanov | Bulgária           |
| 2020 |                        | Zana                   | Antoneta Kastrati                | Koszovó            |

## Fordítás
Ez a szócikk részben vagy egészben  a   Tirana International Film Festival című angol Wikipédia-szócikk ezen változatának fordításán alapul.  Az eredeti cikk szerkesztőit annak laptörténete sorolja fel. Ez a jelzés csupán a megfogalmazás eredetét és a szerzői jogokat jelzi, nem szolgál a cikkben szereplő információk forrásmegjelöléseként.